# MAX Magazine
MAX Magazine is een wekelijks verschijnende programmagids van de Nederlandse Omroep MAX. Het blad bestaat sinds 2013. 
De eerste editie werd uitgegeven in week 9 tot en met 15 maart 2013. Sinds september 2022 is het grootst betaalde tijdschrift van Nederland met een wekelijkse oplage van 218.774 abonnementen en losse verkoop.
MAX Magazine wordt geproduceerd door Media Park.

## Oplagecijfers
- 2016: 100.000
- 2017: 135.000
- 2018: 160.000
- 2019: 163.804
- 2020: 186.594
- 2021: 218.774
- 2022: 221.864